# PGC 1031685
LEDA/PGC 1031685 ist eine Galaxie im Sternbild Aquarius auf der Ekliptik. Sie ist schätzungsweise 554 Millionen Lichtjahre von der Milchstraße entfernt. Im selben Himmelsareal befindet sich u. a. die Galaxie NGC 7108, NGC 7120, IC 5126.